# Елизарова, Прасковья Васильевна
Прасковья Васильевна Елизарова (14 октября 1914 года, в селе Кочуново, Мордовия, РСФСР — 8 декабря 1989 года, Саранск) — звеньевая колхоза «Волна революции» Ромодановского района Мордовской АССР. Герой Социалистического Труда (07.03.1960).

## Биография
Родилась 14 октября 1914 года в селе Кочуново в крестьянской семье. Трудилась с ранних лет. До войны жила и работала в Мурманске, потом вернулась в родное Кочуново. 
Стала инициатором проведения соревнования свекловодов за высокие урожаи, за ликвидацию ручного труда на выращивании этой культуры. С 1955 по 1964 год возглавляла свекловодческое звено колхоза «Волна революции» Ромодановского района. В 1957 году был собран самый высокий урожай сахарной свеклы в Мордовии – 713 центнеров с гектара. Перенимать опыт работы сюда приезжали многие свекловоды хозяйств республики.
За высокие показатели в сельскохозяйственной работе, Указом от 7 марта 1960 года, была удостоена звания Герой Социалистического Труда и награждена Орденом Ленина и золотой медалью "Серп и Молот".
В январе 1964 года на базе звена была организована работа бригады свекловодов, которая продолжала получать высокие, устойчивые урожаи сахарной свеклы.
В 1966 году по состоянию здоровья вышла на заслуженный отдых. Проживала в городе Саранске. 
с 1958 по 1966 годы избиралась депутатом Верховного Совета СССР V и VI созыва. 
Умерла 8 декабря 1989 года, похоронена в родном селе Кочуново.

## Награды
Имеет следующие награды:
- Герой Социалистического Труда (07.03.1960)
- Орден Ленина (07.03.1960)